# Kînahivți, Zbaraj
Kînahivți (în ucraineană Кинахівці) este un sat în comuna Starîi Vîșniveț din raionul Zbaraj, regiunea Ternopil, Ucraina.

## Demografie
Componența lingvistică a localității Kînahivți
     Ucraineană (99,72%)
     Alte limbi (0,28%)
Conform recensământului din 2001, majoritatea populației localității Kînahivți era vorbitoare de ucraineană (99,72%), existând în minoritate și vorbitori de alte limbi.